# Bräcke samrealskola
Bräcke samrealskola var en realskola i Bräcke verksam från 1944 till 1964.

## Historia
Skolan bildades som en högre folkskola 1931 som 1 januari 1935 ombildades till en kommunal mellanskola,  vilken från 1944 successivt ombildades till en samrealskola. 
Realexamen gavs från 1947 till 1964.
Skolbyggnaden användes efter realskolan av Bräcke skolas högstadium, men är numera oanvänd.